# قائمة زملاء الجمعية الملكية المنتخبين في 1909
هذه الصفحة تعرض قائمة زملاء الجمعية الملكية المُنتخبين لعام 1909.

## الزملاء
- Sir Thomas Barlow, 1st Baronet [الإنجليزية]‏
- William McFadden Orr [الإنجليزية]‏
- ويليام لويس [الإنجليزية]‏
- Alfred Barton Rendle [الإنجليزية]‏
- Alfred John Jukes-Browne [الإنجليزية]‏
- جيمس ويلسون [الإنجليزية]‏
- جيمس سميث [الإنجليزية]‏
- فرانسيس آرثر باثر

## الأعضاء الأجانب
- جورج هيل
- Hugo Kronecker [الإنجليزية]‏